# Formel-1-Weltmeisterschaft 2010

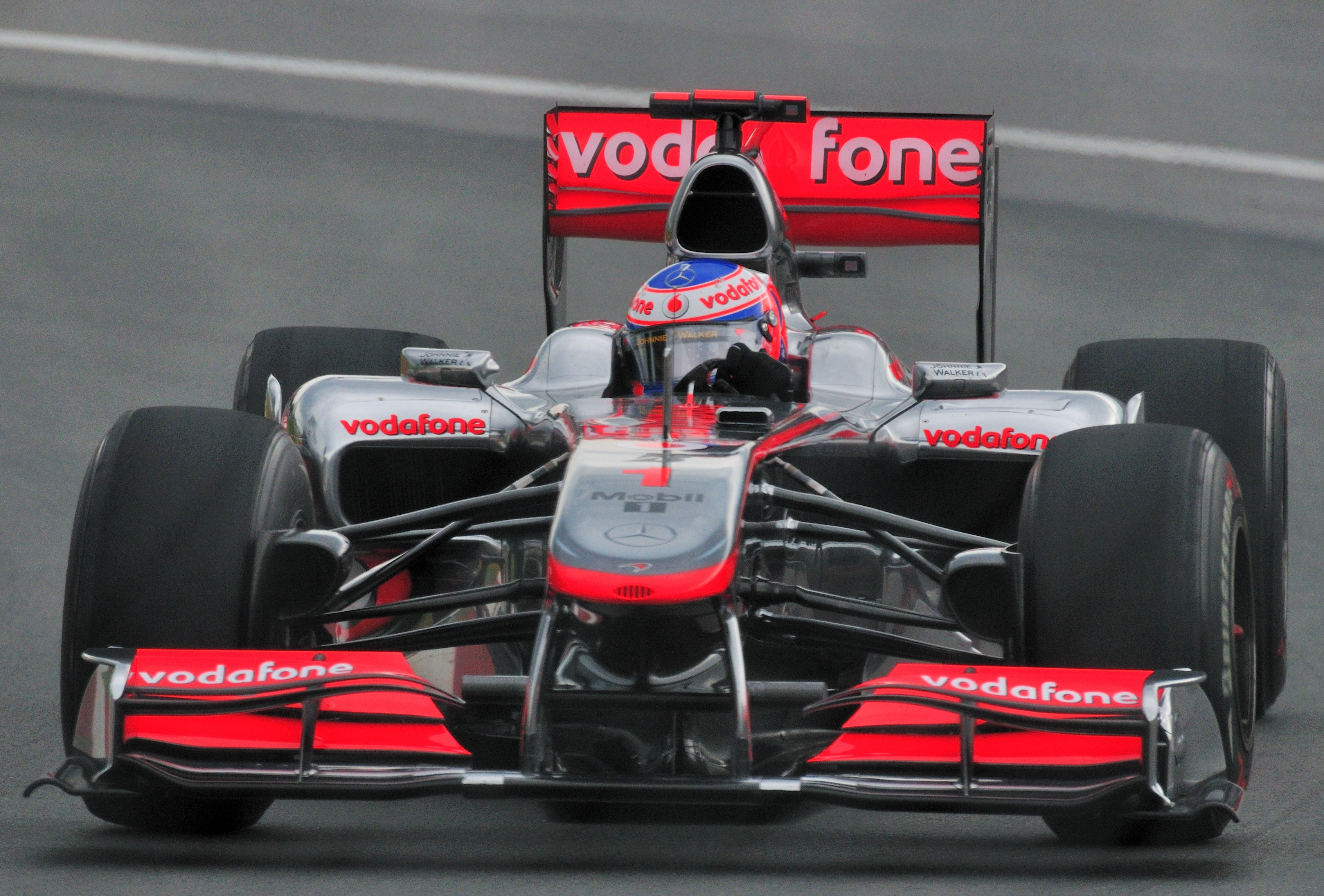
Titelverteidiger Jenson Button beim Großen Preis von Kanada 2010

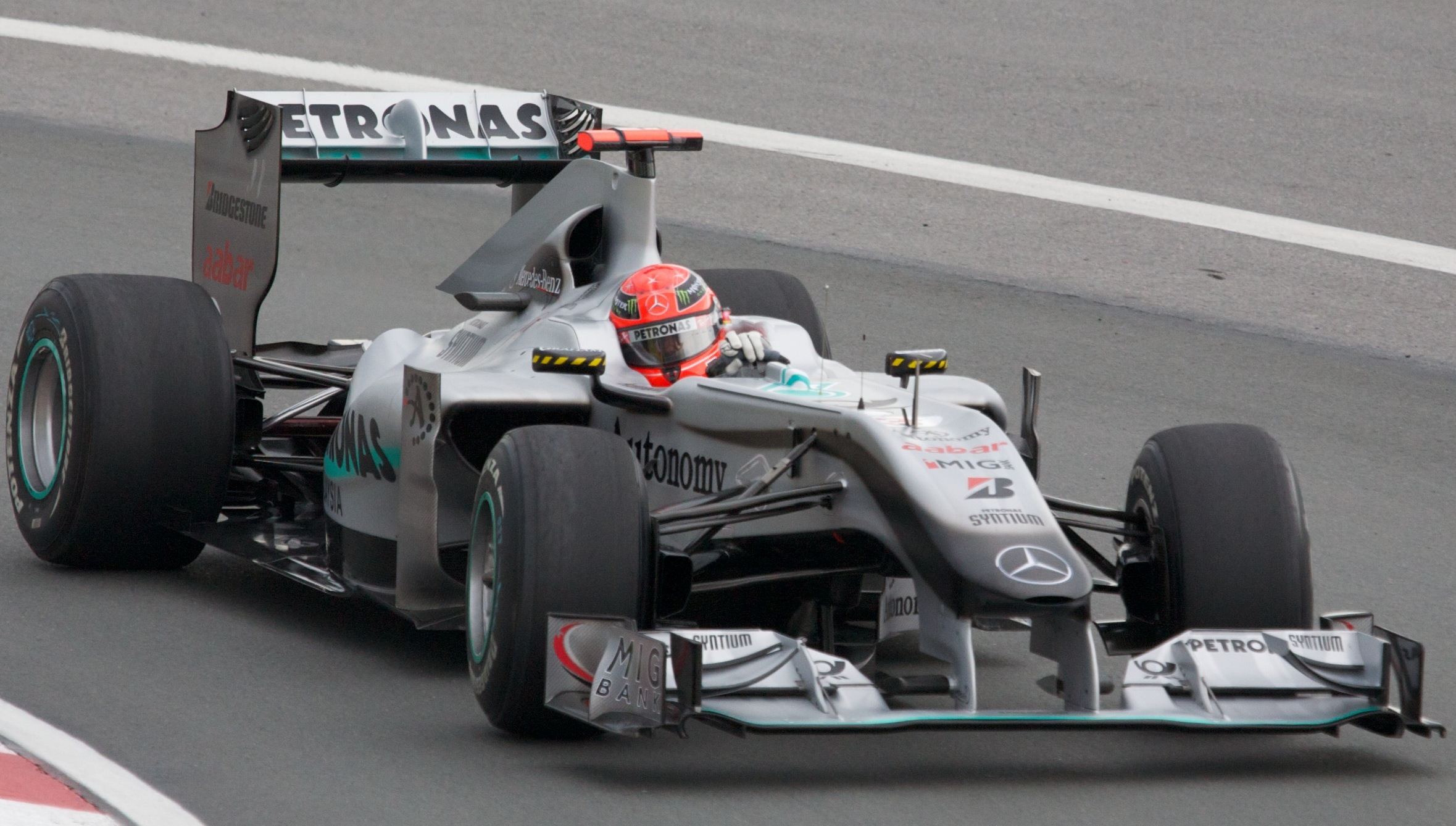
Rückkehrer Michael Schumacher im MGP W01

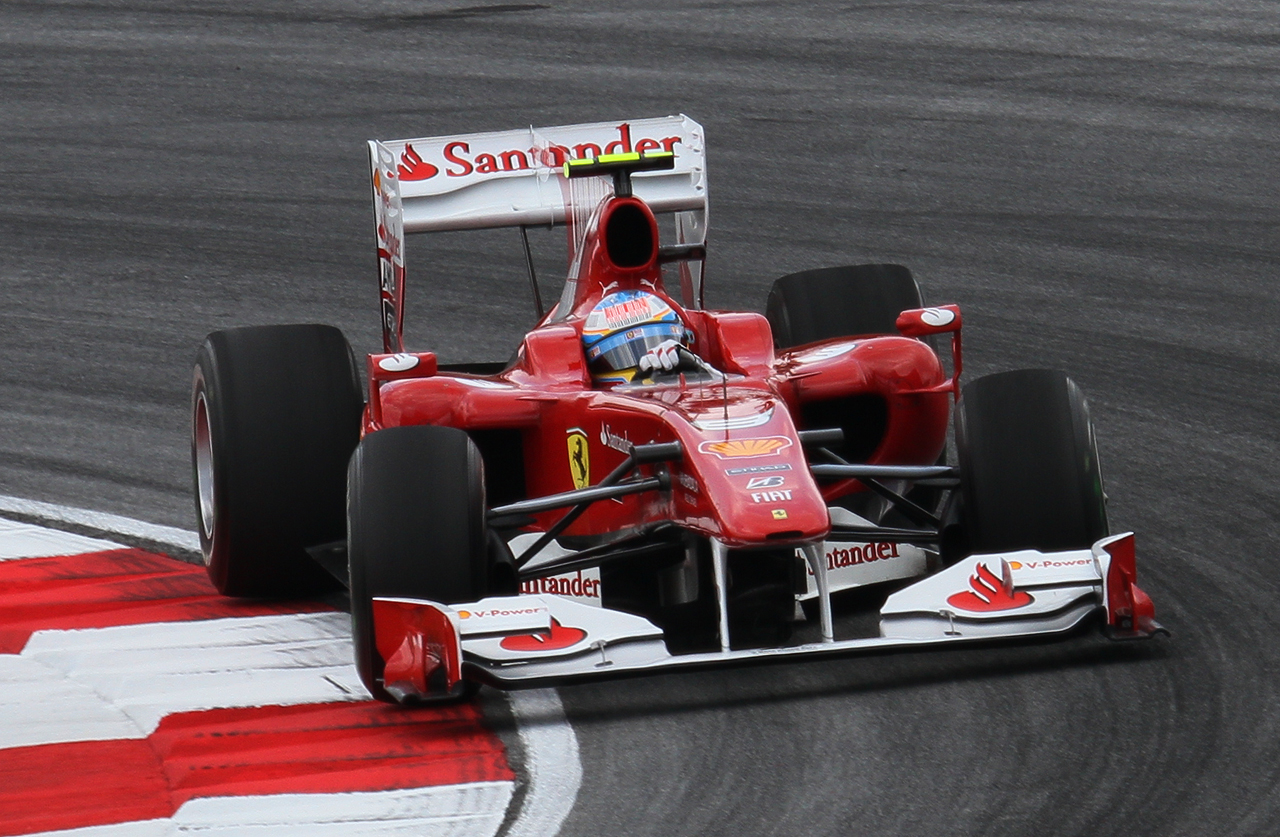
Fernando Alonso fuhr in dieser Saison für Ferrari und wurde Vize-Weltmeister

Die Formel-1-Weltmeisterschaft 2010 war die 61. Saison der Formel-1-Weltmeisterschaft. Sie wurde über 19 Rennen in der Zeit vom 14. März bis zum 14. November ausgetragen.
Sebastian Vettel gewann die Fahrer-Weltmeisterschaft wurde damit zum jüngsten Weltmeister der Formel-1-Geschichte. Der Konstrukteurstitel ging an sein Team Red Bull Racing. Vettel sicherte sich den Titel durch seinen Sieg im letzten Rennen, zuvor nur auf Rang 3 hinter Fernando Alonso und Mark Webber liegend. Die Saison erlebte insgesamt einen zehnfachen Wechsel in der Gesamtwertung und stellte den diesbezüglichen Rekord der Formel-1-Weltmeisterschaft 1986 ein, wobei diesmal die ersten sechs der Gesamtwertung (außer den Vorgenannten Lewis Hamilton, Jenson Button und Felipe Massa) beteiligt waren.
„Die Formel-1-Saison 2010 erlebte spektakuläre Ideen, statt langweiliger Optimierung von Details bewegte sich der Fortschritt nicht im Hundertstelbereich, es wurden gleich halbe Sekunden gewonnen. Das Modelljahr wurde geprägt durch F-Schacht, Flatterflügel und angeblasenem Diffusor“. Trotz Kostenbegrenzung gab allein McLaren über die Saison 173 Technikprojekte in Auftrag und Williams wurde bis zum Ende der Saison um 2 Sekunden schneller.

## Änderungen 2010

### Rennstrecken
In der Saison 2010 wurden insgesamt 19 Rennen ausgetragen. Neu war der Große Preis von Korea auf dem Korean International Circuit. Der Große Preis von Kanada kehrte nach einem Jahr Pause in den Kalender zurück. Der Große Preis von Deutschland wechselte gemäß der jährlichen Rotation vom Nürburgring auf den Hockenheimring.

### Reglement
Das Mindestgewicht der Rennwagen wurde von 605 auf 620 kg angehoben.
Darüber hinaus diskutierten FIA und FOTA über weitere Kostensenkungsmaßnahmen, nachdem die ursprüngliche Budgetgrenze von 45 Millionen Euro aufgehoben worden war. Das grundsätzliche Testverbot während der Saison blieb bestehen. Erlaubt waren weiterhin sechs Tage Geradeaus-Testfahrten. Jeden dieser Tage konnten die Teams gegen vier Stunden im Windkanal tauschen.

#### Tank
In dieser Saison wurde das Nachtanken (seit 1994 erlaubt) während des Rennens verboten, blieb jedoch bis vor dem Rennen zulässig, somit auch im letzten Drittel der Qualifikation. Die Tankkapazität vergrößerte sich damit von ca. 140 auf 230 Liter je Rennfahrzeug.

#### Reifen
Je Fahrer und Rennen standen folgende Reifentypen zur Verfügung: elf Sätze Slicks, vier Sätze Intermediate und drei Sätze Regenreifen. Für den Typ Slick gab es vier Mischungen: supersoft, soft, medium und hard. Jeder Fahrer musste jeweils zwei verschiedene Reifenmischungen pro Rennen fahren (supersoft/medium oder soft/hard). Bridgestone bestimmte, welche Mischungen für welchen Kurs zur Verfügung standen. Die Breite der Vorderradreifen wurde bei Slicks vom Hersteller Bridgestone für eine bessere Balance von 270 auf 245 Millimeter reduziert.
Die ursprünglich geplante Abschaffung der Reifenwärmer wurde wegen Sicherheitsbedenken seitens der Teams wieder fallengelassen.

#### Motor und KERS
Des Weiteren wurde das eingefrorene Motorenreglement gelockert, um einen Leistungsangleich zwischen den Herstellern durch Modifikationen an den Aggregaten vornehmen zu können.
KERS blieb zwar weiterhin offiziell von der FIA erlaubt, jedoch hatten die in der FOTA zusammengeschlossenen Teams eine freiwillige Verzichtserklärung abgegeben und setzten KERS nicht ein.

#### Qualifying
Wegen des auf 24 Fahrzeuge angewachsenen Fahrerfeldes wurde der Qualifyingmodus leicht verändert. In den ersten beiden Abschnitten schieden jeweils die sieben langsamsten Fahrer aus, das anschließende Finale der zehn schnellsten Piloten blieb unverändert. Die besten zehn Piloten mussten jedoch mit dem Reifensatz in das Rennen starten, mit denen sie in der Qualifikation die schnellste Runde gefahren waren.

#### Punktesystem
Wegen der erhöhten Anzahl von Fahrern wurde ein neues Punktesystem eingeführt. Das neue Punktschema war nun: 25-18-15-12-10-8-6-4-2-1. Diese Staffelung galt auch für die Konstrukteursmeisterschaft sowie andere FIA-Weltmeisterschaften.

### Teams
Nach dem Rückzug von Honda aus der Formel 1 Ende der Saison 2008 entschied die FIA, möglichen weiteren Rückzugsvorhaben der Hersteller mit einer – inzwischen als freiwillig vereinbarten – Budgetobergrenze entgegenzuwirken und dadurch das Startfeld für neue Teams zu öffnen, die sich die Formel 1 bislang nicht leisten konnten. Daraufhin drohten zunächst alle etablierten Herstellerteams, allen voran Ferrari, mit der Gründung einer alternativen Monoposto-Rennserie, weil sie den freien Wettbewerbsgeist des Sports in Gefahr sahen. Ungeachtet des Streits zwischen den Parteien hinterließen zahlreiche Interessenten ihre Bewerbung zur Teilnahme an der Saison 2010 bei der FIA. Am 12. Juni 2009 wurde schließlich eine offizielle Nennliste für die nächste Saison veröffentlicht, die zunächst drei neue Teams aufführte: Campos (später HRT), Manor (später Virgin) und US F1. US F1 zog den Start am 2. März 2010 zurück und wurde im Juni 2010 von der FIA wegen der Nichtteilnahme unbefristet aus allen FIA-Wettbewerben ausgeschlossen. Durch den Rückzug von BMW (siehe unten) wurde später noch ein weiterer Platz an den malaysischen Interessenten Lotus vergeben. Alle neuen Teams traten mit Cosworth-Triebwerken an, die britische Motorenschmiede kehrte damit nach drei Jahren Pause in die Formel 1 zurück. Auch Williams vertraute ab 2010 auf Cosworth-Motoren.
Die BMW AG erklärte am 29. Juli 2009, sich mit Ende der Saison 2009 vollständig aus der Formel 1 zurückzuziehen. Am 15. September 2009 gab der Automobilhersteller bekannt, mit der zunächst als „eine in der Schweiz ansässige Stiftung“ bezeichneten Qadbak Investments Ltd. eine Einigung über den Verkauf des BMW Sauber F1 Teams erzielt zu haben. Wenige Tage später geriet Qadbak Investments Ltd., bei der es sich in Wirklichkeit um eine auf den Jungferninseln eingetragene Gesellschaft handelt und die bereits mit dem Kauf des englischen Fußballvereins Notts County für Aufsehen sorgte, wegen der Unklarheit über die Herkunft des Geldes sowie einer vom Handlungsbevollmächtigten der Qadbak Investments Ltd. abgesessenen Gefängnisstrafe wegen Versicherungsbetrugs in die Negativschlagzeilen. Am 27. November 2009 gab BMW schließlich bekannt, dass das Team doch nicht an Qadbak Investments verkauft wird. Stattdessen wurde es von seinem Gründer Peter Sauber wieder zurückgekauft (BMW übernahm das Sauber Motorsport am 1. Januar 2006). Der Verkauf war allerdings an die Bedingung geknüpft, dass die FIA dem Team den durch den Rückzug von Toyota freigewordenen Startplatz zuteilt. Am 3. Dezember 2009 wurde der Startplatz für das Sauber-Team bestätigt. Motoren bekam das Team von Ferrari geliefert.
Nach dem Ende der Saison 2009 gab auch Toyota den Ausstieg seines Werksteams aus der Formel 1 bekannt.
Das 2009 erstmals angetretene Team Brawn GP, das aus dem ehemaligen Honda Racing F1 Team hervorgegangen war, wurde im November 2009 mehrheitlich von Mercedes-Benz übernommen und nahm als Werksteam des deutschen Automobilherstellers unter dem Namen Mercedes Grand Prix an der Weltmeisterschaft teil. Im Zuge der Übernahme von Brawn GP verkaufte die Daimler AG ihre Anteile an der McLaren Group zurück. Das McLaren-Team erhielt aber bis 2014 weiterhin Motoren und trat 2010 noch im Silberpfeil-Design an.
Im Dezember 2009 verkaufte Renault zunächst 75 Prozent der Teamanteile des Renault F1 Teams an das Luxemburger Unternehmen Genii Capital und zog sich aus dem operativen Geschäft des Rennstalls zurück. Später übernahm Genii Capital den Rennstall vollständig.

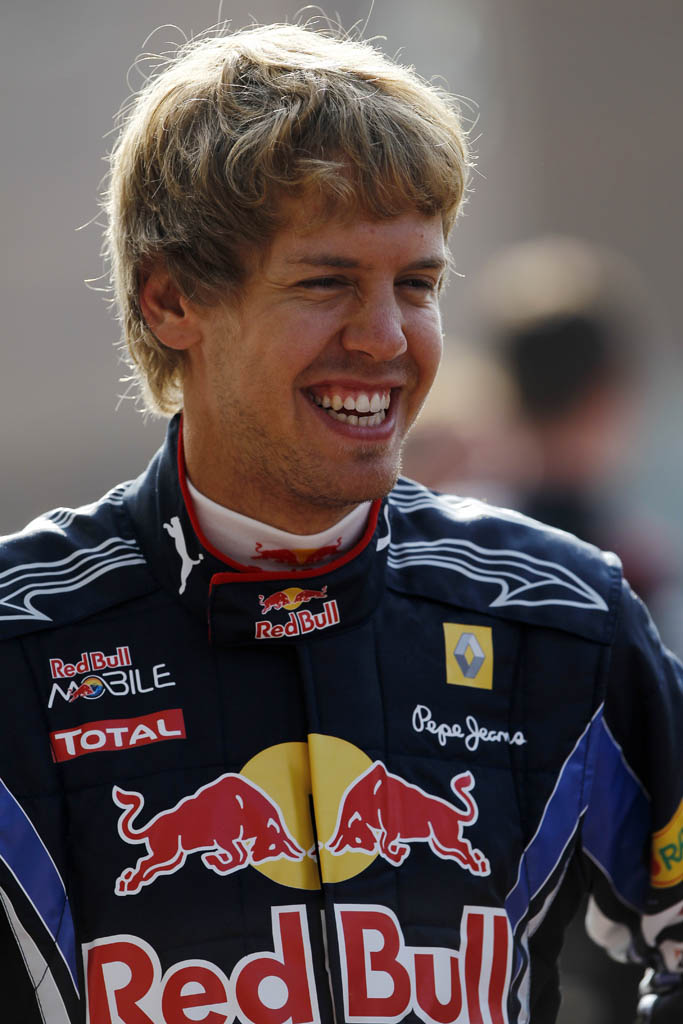
Weltmeister Sebastian Vettel

### Fahrer

#### Teamwechsel und Comebacks
Der amtierende Weltmeister Jenson Button wechselte von Brawn zu McLaren und ersetzte dort Heikki Kovalainen, welcher zu Lotus wechselte. Buttons bisheriger Teamkollege bei Brawn, Rubens Barrichello, ging 2010 für Williams an den Start. Rekordweltmeister Michael Schumacher kehrte nach drei Jahren Pause in die Formel 1 zurück und ging für das aus Brawn GP hervorgegangene Mercedes-Team an den Start. Sein Teamkollege wurde Nico Rosberg, welcher Williams verlassen hatte. Das Mercedes-Werksteam startete damit mit einer rein deutschen Fahrerpaarung.
Fernando Alonso, 2009 bei Renault unter Vertrag, übernahm bei Ferrari das Cockpit von Kimi Räikkönen. Alonso wiederum wurde bei Renault von Robert Kubica ersetzt, der bisher für BMW Sauber gefahren war.
Jarno Trulli, 2009 bei Toyota, ging nun für Lotus an den Start. Sein bisheriger Teamkollege Timo Glock fuhr 2010 für Virgin.
Das Sauber-Team verpflichtete den Japaner Kamui Kobayashi, der bereits in den letzten beiden Saisonrennen 2009 für den verletzten Timo Glock bei Toyota eingesprungen war. Als sein Teamkollege kehrte der langjährige McLaren-Testfahrer Pedro de la Rosa als zweiter Stammpilot bei Sauber in das Startfeld zurück. Dieser wurde im September durch Nick Heidfeld ersetzt, der bis zu diesem Zeitpunkt als Testfahrer für Mercedes und Pirelli aktiv war. Während der Saison kehrten auch Sakon Yamamoto und Christian Klien zurück in die Formel 1 und übernahmen bei einzelnen Rennen ein Cockpit bei HRT.

#### Neue Fahrer
Williams nahm für 2010 den Meister der GP2-Serie 2009, Nico Hülkenberg, unter Vertrag. Renault verpflichtete den aktuellen GP2-Vizemeister Witali Petrow. Auch die GP2-Vizemeister von 2007 und 2008 rückten in das Startfeld der Formel 1: Lucas di Grassi unterschrieb bei Virgin, Bruno Senna (Neffe von Ayrton Senna) bei HRT (ehemals Campos). Außerdem gab Karun Chandhok für HRT sein Debüt in der Formel 1.

#### Nicht mehr im Startfeld
Kimi Räikkönen verließ Ferrari und ging 2010 in der Rallye-Weltmeisterschaft an den Start.
Giancarlo Fisichella, der 2009 bei Force India unter Vertrag war und später bei Ferrari für den verletzten Felipe Massa einsprang, blieb bei den Italienern, beendete jedoch seine Grand-Prix-Karriere und arbeitete in diesem Jahr als Testfahrer.
Nelson Piquet jr., der Mitte 2009 von Renault entlassen worden war, trat 2010 in der amerikanischen NASCAR-Camping-World-Truck-Series an. Sein Nachfolger Romain Grosjean erhielt von Renault ebenfalls keinen neuen Vertrag und startete in der neuen FIA-GT1-Weltmeisterschaft, der GP2-Serie und in der Auto GP, deren Meistertitel er 2010 gewann. Sébastien Bourdais, im Vorjahr nach dem Großen Preis von Deutschland von Toro Rosso entlassen, war ebenfalls nicht unter den Formel-1-Piloten der Saison 2010. Er ging 2010 zunächst in der Superleague Formula an den Start. Williams trennte sich nach drei Jahren von Kazuki Nakajima, der 2010 in keiner Rennserie an den Start ging.

### Sonstiges
Der Reifenhersteller und F1-Alleinausrüster Bridgestone kündigte nach Honda und Toyota als dritter japanischer Konzern innerhalb eines Jahres seinen Rückzug aus der Formel 1 an. Das Unternehmen erfüllte allerdings seinen bis Ende 2010 datierten Vertrag mit der FIA. Seit der Formel-1-Saison 2011 werden die Reifen einheitlich von Pirelli geliefert.
Erstmals in der Formel-1-Geschichte wollten alle Teams ihre Fahrzeuge für die neue Saison gemeinsam vorstellen. Die Präsentation sollte Ende Januar auf dem Circuit Ricardo Tormo bei Valencia stattfinden. Infolge von Interessenkonflikten musste diese jedoch wieder abgesagt werden.

## Teams und Fahrer
Das von der FIA am 3. März 2010 veröffentlichte Starterfeld für die Saison 2010 umfasste zwölf Teams.
| Bild              | Team                         | Chassis           | Motor                | Reifen | Nr. | Stammfahrer        | Rennen        | Test-/ Ersatzfahrer                                                         |
| ----------------- | ---------------------------- | ----------------- | -------------------- | ------ | --- | ------------------ | ------------- | --------------------------------------------------------------------------- |
| McLaren MP4-25    | Vodafone McLaren Mercedes    | McLaren MP4-25    | Mercedes-Benz 2.4 V8 | B      | 01  | Jenson Button      | 1–19          | Gary Paffett Oliver Turvey                                                  |
| McLaren MP4-25    | Vodafone McLaren Mercedes    | McLaren MP4-25    | Mercedes-Benz 2.4 V8 | B      | 02  | Lewis Hamilton     | 1–19          | Gary Paffett Oliver Turvey                                                  |
| Mercedes MGP W01  | Mercedes GP Petronas F1 Team | Mercedes MGP W01  | Mercedes-Benz 2.4 V8 | B      | 03  | Michael Schumacher | 1–19          | Sam Bird Nick Heidfeld                                                      |
| Mercedes MGP W01  | Mercedes GP Petronas F1 Team | Mercedes MGP W01  | Mercedes-Benz 2.4 V8 | B      | 04  | Nico Rosberg       | 1–19          | Sam Bird Nick Heidfeld                                                      |
| Red Bull RB6      | Red Bull Racing              | Red Bull RB6      | Renault 2.4 V8       | B      | 05  | Sebastian Vettel   | 1–19          | David Coulthard Brendon Hartley Daniel Ricciardo                            |
| Red Bull RB6      | Red Bull Racing              | Red Bull RB6      | Renault 2.4 V8       | B      | 06  | Mark Webber        | 1–19          | David Coulthard Brendon Hartley Daniel Ricciardo                            |
| Ferrari F10       | Scuderia Ferrari Marlboro    | Ferrari F10       | Ferrari 2.4 V8       | B      | 07  | Felipe Massa       | 1–19          | Luca Badoer Jules Bianchi Giancarlo Fisichella Marc Gené                    |
| Ferrari F10       | Scuderia Ferrari Marlboro    | Ferrari F10       | Ferrari 2.4 V8       | B      | 08  | Fernando Alonso    | 1–19          | Luca Badoer Jules Bianchi Giancarlo Fisichella Marc Gené                    |
| Williams FW32     | AT&T Williams                | Williams FW32     | Cosworth 2.4 V8      | B      | 09  | Rubens Barrichello | 1–19          | Valtteri Bottas Pastor Maldonado Dean Stoneman                              |
| Williams FW32     | AT&T Williams                | Williams FW32     | Cosworth 2.4 V8      | B      | 10  | Nico Hülkenberg    | 1–19          | Valtteri Bottas Pastor Maldonado Dean Stoneman                              |
| Renault R30       | Renault F1 Team              | Renault R30       | Renault 2.4 V8       | B      | 11  | Robert Kubica      | 1–19          | Michail Aljoschin Jérôme D’Ambrosio Jan Charouz Ho-Pin Tung                 |
| Renault R30       | Renault F1 Team              | Renault R30       | Renault 2.4 V8       | B      | 12  | Witali Petrow      | 1–19          | Michail Aljoschin Jérôme D’Ambrosio Jan Charouz Ho-Pin Tung                 |
| Force India VJM03 | Force India F1 Team          | Force India VJM03 | Mercedes-Benz 2.4 V8 | B      | 14  | Adrian Sutil       | 1–19          | Yelmer Buurman António Félix da Costa Paul di Resta                         |
| Force India VJM03 | Force India F1 Team          | Force India VJM03 | Mercedes-Benz 2.4 V8 | B      | 15  | Vitantonio Liuzzi  | 1–19          | Yelmer Buurman António Félix da Costa Paul di Resta                         |
| Toro Rosso STR5   | Scuderia Toro Rosso          | Toro Rosso STR5   | Ferrari 2.4 V8       | B      | 16  | Sébastien Buemi    | 1–19          | David Coulthard Brendon Hartley Daniel Ricciardo Jean-Éric Vergne           |
| Toro Rosso STR5   | Scuderia Toro Rosso          | Toro Rosso STR5   | Ferrari 2.4 V8       | B      | 17  | Jaime Alguersuari  | 1–19          | David Coulthard Brendon Hartley Daniel Ricciardo Jean-Éric Vergne           |
| Lotus T127        | Lotus Racing                 | Lotus T127        | Cosworth 2.4 V8      | B      | 18  | Jarno Trulli       | 1–19          | Vladimir Arabadzhiev Fairuz Fauzy Rodolfo González                          |
| Lotus T127        | Lotus Racing                 | Lotus T127        | Cosworth 2.4 V8      | B      | 19  | Heikki Kovalainen  | 1–19          | Vladimir Arabadzhiev Fairuz Fauzy Rodolfo González                          |
| HRT F110          | HRT F1 Team                  | HRT F110          | Cosworth 2.4 V8      | B      | 20  | Karun Chandhok     | 1–10          | Christian Klien Josef Král Pastor Maldonado Davide Valsecchi Sakon Yamamoto |
| HRT F110          | HRT F1 Team                  | HRT F110          | Cosworth 2.4 V8      | B      | 20  | Sakon Yamamoto     | 11–14, 16, 17 | Christian Klien Josef Král Pastor Maldonado Davide Valsecchi Sakon Yamamoto |
| HRT F110          | HRT F1 Team                  | HRT F110          | Cosworth 2.4 V8      | B      | 20  | Christian Klien    | 15, 18, 19    | Christian Klien Josef Král Pastor Maldonado Davide Valsecchi Sakon Yamamoto |
| HRT F110          | HRT F1 Team                  | HRT F110          | Cosworth 2.4 V8      | B      | 21  | Bruno Senna        | 1–9, 11–19    | Christian Klien Josef Král Pastor Maldonado Davide Valsecchi Sakon Yamamoto |
| HRT F110          | HRT F1 Team                  | HRT F110          | Cosworth 2.4 V8      | B      | 21  | Sakon Yamamoto     | 10            | Christian Klien Josef Král Pastor Maldonado Davide Valsecchi Sakon Yamamoto |
| Sauber C29        | BMW Sauber F1 Team           | Sauber C29        | Ferrari 2.4 V8       | B      | 22  | Pedro de la Rosa   | 1–14          | Esteban Gutiérrez Sergio Pérez                                              |
| Sauber C29        | BMW Sauber F1 Team           | Sauber C29        | Ferrari 2.4 V8       | B      | 22  | Nick Heidfeld      | 15–19         | Esteban Gutiérrez Sergio Pérez                                              |
| Sauber C29        | BMW Sauber F1 Team           | Sauber C29        | Ferrari 2.4 V8       | B      | 23  | Kamui Kobayashi    | 1–19          | Esteban Gutiérrez Sergio Pérez                                              |
| Virgin VR-01      | Virgin Racing                | Virgin VR-01      | Cosworth 2.4 V8      | B      | 24  | Timo Glock         | 1–19          | Jérôme D’Ambrosio Rio Haryanto Luiz Razia Andy Souček                       |
| Virgin VR-01      | Virgin Racing                | Virgin VR-01      | Cosworth 2.4 V8      | B      | 25  | Lucas di Grassi    | 1–19          | Jérôme D’Ambrosio Rio Haryanto Luiz Razia Andy Souček                       |

Anmerkungen
1. 1 2 3 4 5 6 7 8 9 10 11 12 13 14 15 16 17 18 19 20 21 22 23  Dieser Fahrer nahm an den als Young Driver Days bezeichneten Testtagen für diesen Rennstall teil.
2. ↑  Nick Heidfeld bekam Mitte August von Mercedes GP eine Freigabe und wurde Testfahrer für Pirelli.
3. 1 2 3 4 5  Dieser Fahrer wurde von dem Rennstall in mindestens einem freien Training am Freitag eingesetzt.
4. ↑  Andy Souček löste seinen Vertrag mit Virgin Racing Anfang August auf.

## Präsentationen
In der folgenden Tabelle werden die Termine in chronologischer Reihenfolge aufgelistet, an denen die jeweiligen Teams sich zumeist mit ihren neuen Fahrzeugen und offiziellem Teamdesign der Öffentlichkeit präsentierten.
| Team        | Chassis | Datum                    | Ort                                      |
| ----------- | ------- | ------------------------ | ---------------------------------------- |
| Mercedes    | MGP W01 | 25. Januar1 01. Februar2 | Stuttgart, Deutschland Valencia, Spanien |
| Ferrari     | F10     | 28. Januar               | Maranello, Italien                       |
| McLaren     | MP4-25  | 29. Januar               | Newbury, England                         |
| Renault     | R30     | 31. Januar               | Valencia, Spanien                        |
| Sauber      | C29     | 31. Januar               | Valencia, Spanien                        |
| Toro Rosso  | STR5    | 01. Februar              | Valencia, Spanien                        |
| Williams    | FW32    | 01. Februar              | Valencia, Spanien                        |
| Virgin      | VR-01   | 03. Februar              | Internet                                 |
| Force India | VJM03   | 09. Februar              | Internet                                 |
| Red Bull    | RB6     | 10. Februar              | Jerez de la Frontera, Spanien            |
| Lotus       | T127    | 12. Februar              | London, England                          |
| HRT         | F110    | 04. März                 | Murcia, Spanien                          |

1 Präsentation des neuen Fahrzeugdesigns auf dem Vorjahreswagen von Brawn GP
2 Präsentation des neuen Chassis

## Rennkalender
| Nr. | Datum         | Grand Prix / Strecke          | Distanz (km) | Sieger                              | Zweiter                             | Dritter                             | Pole- Position                      | Schnellste Rennrunde                | Gesamtführender Fahrer              | Gesamtführender Konstrukteur |
| --- | ------------- | ----------------------------- | ------------ | ----------------------------------- | ----------------------------------- | ----------------------------------- | ----------------------------------- | ----------------------------------- | ----------------------------------- | ---------------------------- |
| 01  | 14. März      | Bahrain (as-Sachir)           | 308,405      | Fernando Alonso (Ferrari)           | Felipe Massa (Ferrari)              | Lewis Hamilton (McLaren-Mercedes)   | Sebastian Vettel (Red Bull-Renault) | Fernando Alonso (Ferrari)           | Fernando Alonso (Ferrari)           | Ferrari                      |
| 02  | 28. März      | Australien (Melbourne)        | 307,574      | Jenson Button (McLaren-Mercedes)    | Robert Kubica (Renault)             | Felipe Massa (Ferrari)              | Sebastian Vettel (Red Bull-Renault) | Mark Webber (Red Bull-Renault)      | Fernando Alonso (Ferrari)           | Ferrari                      |
| 03  | 4. April      | Malaysia (Sepang)             | 310,408      | Sebastian Vettel (Red Bull-Renault) | Mark Webber (Red Bull-Renault)      | Nico Rosberg (Mercedes)             | Mark Webber (Red Bull-Renault)      | Mark Webber (Red Bull-Renault)      | Felipe Massa (Ferrari)              | Ferrari                      |
| 04  | 18. April     | China (Shanghai)              | 305,066      | Jenson Button (McLaren-Mercedes)    | Lewis Hamilton (McLaren-Mercedes)   | Nico Rosberg (Mercedes)             | Sebastian Vettel (Red Bull-Renault) | Lewis Hamilton (McLaren-Mercedes)   | Jenson Button (McLaren-Mercedes)    | McLaren-Mercedes             |
| 05  | 9. Mai        | Spanien (Montmeló)            | 307,104      | Mark Webber (Red Bull-Renault)      | Fernando Alonso (Ferrari)           | Sebastian Vettel (Red Bull-Renault) | Mark Webber (Red Bull-Renault)      | Lewis Hamilton (McLaren-Mercedes)   | Jenson Button (McLaren-Mercedes)    | McLaren-Mercedes             |
| 06  | 16. Mai       | Monaco (Monte Carlo)          | 260,520      | Mark Webber (Red Bull-Renault)      | Sebastian Vettel (Red Bull-Renault) | Robert Kubica (Renault)             | Mark Webber (Red Bull-Renault)      | Sebastian Vettel (Red Bull-Renault) | Mark Webber (Red Bull-Renault)      | Red Bull-Renault             |
| 07  | 30. Mai       | Türkei (Istanbul)             | 309,396      | Lewis Hamilton (McLaren-Mercedes)   | Jenson Button (McLaren-Mercedes)    | Mark Webber (Red Bull-Renault)      | Mark Webber (Red Bull-Renault)      | Witali Petrow (Renault)             | Mark Webber (Red Bull-Renault)      | McLaren-Mercedes             |
| 08  | 13. Juni      | Kanada (Montréal)             | 305,270      | Lewis Hamilton (McLaren-Mercedes)   | Jenson Button (McLaren-Mercedes)    | Fernando Alonso (Ferrari)           | Lewis Hamilton (McLaren-Mercedes)   | Robert Kubica (Renault)             | Lewis Hamilton (McLaren-Mercedes)   | McLaren-Mercedes             |
| 09  | 27. Juni      | Europa (Valencia)             | 308,883      | Sebastian Vettel (Red Bull-Renault) | Lewis Hamilton (McLaren-Mercedes)   | Jenson Button (McLaren-Mercedes)    | Sebastian Vettel (Red Bull-Renault) | Jenson Button (McLaren-Mercedes)    | Lewis Hamilton (McLaren-Mercedes)   | McLaren-Mercedes             |
| 10  | 11. Juli      | Großbritannien (Silverstone)1 | 306,747      | Mark Webber (Red Bull-Renault)      | Lewis Hamilton (McLaren-Mercedes)   | Nico Rosberg (Mercedes)             | Sebastian Vettel (Red Bull-Renault) | Fernando Alonso (Ferrari)           | Lewis Hamilton (McLaren-Mercedes)   | McLaren-Mercedes             |
| 11  | 25. Juli      | Deutschland (Hockenheim)      | 306,458      | Fernando Alonso (Ferrari)           | Felipe Massa (Ferrari)              | Sebastian Vettel (Red Bull-Renault) | Sebastian Vettel (Red Bull-Renault) | Sebastian Vettel (Red Bull-Renault) | Lewis Hamilton (McLaren-Mercedes)   | McLaren-Mercedes             |
| 12  | 1. August     | Ungarn (Mogyoród)             | 306,663      | Mark Webber (Red Bull-Renault)      | Fernando Alonso (Ferrari)           | Sebastian Vettel (Red Bull-Renault) | Sebastian Vettel (Red Bull-Renault) | Sebastian Vettel (Red Bull-Renault) | Mark Webber (Red Bull-Renault)      | Red Bull-Renault             |
| 13  | 29. August    | Belgien (Spa-Francorchamps)   | 308,052      | Lewis Hamilton (McLaren-Mercedes)   | Mark Webber (Red Bull-Renault)      | Robert Kubica (Renault)             | Mark Webber (Red Bull-Renault)      | Lewis Hamilton (McLaren-Mercedes)   | Lewis Hamilton (McLaren-Mercedes)   | Red Bull-Renault             |
| 14  | 12. September | Italien (Monza)               | 306,720      | Fernando Alonso (Ferrari)           | Jenson Button (McLaren-Mercedes)    | Felipe Massa (Ferrari)              | Fernando Alonso (Ferrari)           | Fernando Alonso (Ferrari)           | Mark Webber (Red Bull-Renault)      | Red Bull-Renault             |
| 15  | 26. September | Singapur (Singapur)           | 308,950      | Fernando Alonso (Ferrari)           | Sebastian Vettel (Red Bull-Renault) | Mark Webber (Red Bull-Renault)      | Fernando Alonso (Ferrari)           | Fernando Alonso (Ferrari)           | Mark Webber (Red Bull-Renault)      | Red Bull-Renault             |
| 16  | 10. Oktober   | Japan (Suzuka)                | 307,573      | Sebastian Vettel (Red Bull-Renault) | Mark Webber (Red Bull-Renault)      | Fernando Alonso (Ferrari)           | Sebastian Vettel (Red Bull-Renault) | Mark Webber (Red Bull-Renault)      | Mark Webber (Red Bull-Renault)      | Red Bull-Renault             |
| 17  | 24. Oktober   | Korea (Yeongam)               | 308,630      | Fernando Alonso (Ferrari)           | Lewis Hamilton (McLaren-Mercedes)   | Felipe Massa (Ferrari)              | Sebastian Vettel (Red Bull-Renault) | Fernando Alonso (Ferrari)           | Fernando Alonso (Ferrari)           | Red Bull-Renault             |
| 18  | 7. November   | Brasilien (Interlagos)        | 305,909      | Sebastian Vettel (Red Bull-Renault) | Mark Webber (Red Bull-Renault)      | Fernando Alonso (Ferrari)           | Nico Hülkenberg (Williams-Cosworth) | Lewis Hamilton (McLaren-Mercedes)   | Fernando Alonso (Ferrari)           | Red Bull-Renault             |
| 19  | 14. November  | Abu Dhabi (Yas-Insel)2        | 305,470      | Sebastian Vettel (Red Bull-Renault) | Lewis Hamilton (McLaren-Mercedes)   | Jenson Button (McLaren-Mercedes)    | Sebastian Vettel (Red Bull-Renault) | Lewis Hamilton (McLaren-Mercedes)   | Sebastian Vettel (Red Bull-Renault) | Red Bull-Renault             |

1 Ursprünglich sollte der Große Preis von Großbritannien ab 2010 auf dem Donington Park Circuit ausgetragen werden. Wegen finanzieller Schwierigkeiten der Betreiberfirma wurde der Vertrag jedoch von Seiten der FOA gekündigt. Daher fand der britische Grand Prix wie in den vergangenen Jahren in Silverstone statt.
2 Nach ersten Plänen der FIA sollte 2010 der Große Preis von Brasilien den Saisonabschluss bilden. Jedoch wurde der Rennkalender im Dezember 2009 so umgebaut, dass wie 2009 das letzte Rennen in Abu Dhabi gefahren wurde.

## Rennberichte

### Großer Preis von Bahrain
| Platz | Fahrer           | Team             | Zeit        |
| ----- | ---------------- | ---------------- | ----------- |
| 1     | Fernando Alonso  | Ferrari          | 1:39:20,396 |
| 2     | Felipe Massa     | Ferrari          | + 16,099    |
| 3     | Lewis Hamilton   | McLaren-Mercedes | + 23,182    |
| PP    | Sebastian Vettel | Red Bull-Renault | 1:54,101    |
| SR    | Fernando Alonso  | Ferrari          | 1:58,287    |

Der Große Preis von Bahrain auf dem Bahrain International Circuit fand am 14. März 2010 statt und ging über eine Distanz von 49 Runden à 6,299 km, was einer Gesamtdistanz von 308,651 km entspricht.
Fernando Alonso gewann sein erstes Rennen für die Scuderia Ferrari vor seinem Teamkollegen Felipe Massa. Nachdem er zunächst hinter Sebastian Vettel gelegen war, übernahm er die Führung in der 34. Runde.
Vettel führte das Rennen zunächst von der Pole-Position startend an, bis er wegen einer defekten Zündkerze nicht mehr die komplette Leistung abrufen konnte. Nachdem ihn die Ferraris überholt hatten, musste er sich auch Lewis Hamilton, der Dritter wurde, geschlagen geben und beendete das Rennen auf dem vierten Platz.
Von den neuen Teams sah nur Lotus-Pilot Heikki Kovalainen die Zielflagge.

### Großer Preis von Australien
| Platz | Fahrer           | Team             | Zeit        |
| ----- | ---------------- | ---------------- | ----------- |
| 1     | Jenson Button    | McLaren-Mercedes | 1:33:36,531 |
| 2     | Robert Kubica    | Renault          | + 12,034    |
| 3     | Felipe Massa     | Ferrari          | + 14,488    |
| PP    | Sebastian Vettel | Red Bull-Renault | 1:23,919    |
| SR    | Mark Webber      | Red Bull-Renault | 1:28,358    |

Der Große Preis von Australien auf dem Albert Park Circuit fand am 28. März 2010 statt und ging über eine Distanz von 58 Runden à 5,303 km, was einer Gesamtdistanz von 307,574 km entspricht.
Das Rennen fand unter wechselnden Wetterbedingungen statt und wurde auf nasser Strecke gestartet. Alle Teams wählten Intermediates für ihre Fahrer. Jenson Button entschied sich als Erster für den Wechsel auf Trockenreifen und profitierte nach anfänglichen Schwierigkeiten von der Strategie.
Sebastian Vettel, der die Pole-Position erzielt hatte, führte das Rennen auch nach dem Wechsel auf Trockenreifen an und konnte seinen Vorsprung regelmäßig vergrößern. Wie schon in Bahrain gelang es ihm trotz der guten Leistung nicht, den Sieg einzufahren, da sich in der 25. Runde die Radmutter vorne links gelöst hatte und er nach der Ascari-Kurve im Kiesbett stehen blieb.
Button, der zu diesem Zeitpunkt auf dem zweiten Platz lag, profitierte davon und gewann sein erstes Rennen seit dem Großen Preis der Türkei 2009, das zudem sein erster Sieg für McLaren-Mercedes war. Robert Kubica stand als Zweiter vor Felipe Massa zum ersten Mal für Renault auf dem Podium. Alonso verteidigte als Vierter seine Führung in der Weltmeisterschaft vor seinem Teamkollegen Massa.
Im Gegensatz zum vorigen Grand Prix in Bahrain zeichnete sich das Rennen auf dem Albert Park Circuit durch zahlreiche Überholmanöver und unterschiedliche Strategien aus.

### Großer Preis von Malaysia
| Platz | Fahrer           | Team             | Zeit        |
| ----- | ---------------- | ---------------- | ----------- |
| 1     | Sebastian Vettel | Red Bull-Renault | 1:33:48,412 |
| 2     | Mark Webber      | Red Bull-Renault | + 4,849     |
| 3     | Nico Rosberg     | Mercedes         | + 13,504    |
| PP    | Mark Webber      | Red Bull-Renault | 1:49,327    |
| SR    | Mark Webber      | Red Bull-Renault | 1:37,054    |

Der Große Preis von Malaysia auf dem Sepang International Circuit fand am 4. April 2010 statt und ging über eine Distanz von 56 Runden à 5,543 km, was einer Gesamtdistanz von 310,408 km entspricht.
Das Rennen fand durchgängig unter trockenen Bedingungen statt. Zwar war es bewölkt und es wurden während des Rennens Regenschauer angekündigt, allerdings irrte sich der Wetterbericht und die Strecke blieb trocken.
Sebastian Vettel übernahm bereits beim Start die Führung von seinem Teamkollegen Mark Webber. Im Gegensatz zu den vorherigen Rennen gelang es ihm diesmal die Führung in einen Sieg zu verwandeln. Zusammen mit Webber, der nach Vettels Boxenstopp für zwei Runden in Führung lag, feierte er einen Doppelsieg für Red Bull-Renault. Auf den dritten Platz kam Rosberg ins Ziel. Er erzielte das erste Podium für das Mercedes-Werksteam seit dem Großen Preis von Italien 1955.
Obwohl er nach seinen vorigen Podestplätzen nur den 7. Platz erzielte, übernahm Felipe Massa die Führung in der Weltmeisterschaft von Alonso, der zwei Runden vor Schluss mit einem Defekt ausfiel und als gewerteter 13. nicht in die Punkteränge kam. Damit führte Massa zum ersten Mal in der Weltmeisterschaft seit dem Großen Preis von Frankreich 2008.
Nico Hülkenberg erzielte den ersten Punkt in seiner Formel-1-Karriere.

### Großer Preis von China
| Platz | Fahrer           | Team             | Zeit        |
| ----- | ---------------- | ---------------- | ----------- |
| 1     | Jenson Button    | McLaren-Mercedes | 1:46:42,163 |
| 2     | Lewis Hamilton   | McLaren-Mercedes | + 1,530     |
| 3     | Nico Rosberg     | Mercedes         | + 10,954    |
| PP    | Sebastian Vettel | Red Bull-Renault | 1:34,558    |
| SR    | Lewis Hamilton   | McLaren-Mercedes | 1:42,061    |

Der Große Preis von China auf dem Shanghai International Circuit fand am 18. April 2010 statt und ging über eine Distanz von 56 Runden à 5,451 km, was einer Gesamtdistanz von 305,066 km entspricht.
Das Rennen fand unter wechselnden Wetterbedingungen statt. Während zunächst alle Piloten auf Slicks starteten, mussten sie im Verlauf des Rennens, nachdem es angefangen hatte zu regnen, auf Intermediates wechseln.
Wie schon in Australien kam Jenson Button mit den Bedingungen dank einer guten Strategie am besten zurecht und gewann sein zweites Rennen in dieser Saison. Damit übernahm er auch die Gesamtführung in der WM-Wertung. Lewis Hamilton komplettierte als Zweiter das gute Ergebnis für McLaren-Mercedes. Da Nico Rosberg den dritten Platz erzielte, verwendeten die drei besten Piloten Mercedes-Motoren.
Witali Petrow erzielte seine ersten Punkte in der Formel 1.

### Großer Preis von Spanien
| Platz | Fahrer           | Team             | Zeit        |
| ----- | ---------------- | ---------------- | ----------- |
| 1     | Mark Webber      | Red Bull-Renault | 1:35:44,101 |
| 2     | Fernando Alonso  | Ferrari          | + 24,065    |
| 3     | Sebastian Vettel | Red Bull-Renault | + 51,338    |
| PP    | Mark Webber      | Red Bull-Renault | 1:19,995    |
| SR    | Lewis Hamilton   | McLaren-Mercedes | 1:24,357    |

Der Große Preis von Spanien auf dem Circuit de Catalunya fand am 9. Mai 2010 statt und ging über eine Distanz von 66 Runden à 4,655 km, was einer Gesamtdistanz von 307,104 km entspricht.
Mark Webber gewann den Großen Preis von Spanien mit einem Start-Ziel-Sieg. Zweiter wurde Fernando Alonso, der von Problemen bei Sebastian Vettel und Lewis Hamilton profitierte. Während Vettel nach einem zusätzlichen Boxenstopp schließlich den dritten Platz belegte, schied Hamilton auf Platz zwei liegend in der letzten Runde mit einem Defekt am linken Vorderrad aus.
Jenson Button behauptete mit dem fünften Platz seine Führung in der Gesamtwertung.

### Großer Preis von Monaco
| Platz | Fahrer           | Team             | Zeit        |
| ----- | ---------------- | ---------------- | ----------- |
| 1     | Mark Webber      | Red Bull-Renault | 1:50:13,355 |
| 2     | Sebastian Vettel | Red Bull-Renault | + 0,448     |
| 3     | Robert Kubica    | Renault          | + 1,675     |
| PP    | Mark Webber      | Red Bull-Renault | 1:13,826    |
| SR    | Sebastian Vettel | Red Bull-Renault | 1:15,192    |

Der Große Preis von Monaco auf dem Circuit de Monaco fand am 16. Mai 2010 statt und ging über eine Distanz von 78 Runden à 3,340 km, was einer Gesamtdistanz von 260,520 km entspricht.
Wie schon beim Großen Preis von Spanien erzielte Mark Webber auch bei diesem Rennen einen Start-Ziel-Sieg. Mit Sebastian Vettel auf Platz zwei war es ein Doppelsieg von Red Bull-Renault. Robert Kubica wurde Dritter.
Insgesamt gab es vier Safety-Car-Phasen. Die letzte Safety-Car-Phase fand zum Ende des Rennens, nach einer Kollision von Jarno Trulli und Karun Chandhok, statt. In der letzten Rennrunde, kurz hinter der Boxeneinfahrt, überholte Michael Schumacher den sechstplatzierten Fernando Alonso, gleich nachdem das Safety-Car in die Boxengasse eingebogen war. Die Rennkommissare bestraften Schumacher dafür nach dem Rennen mit einer Zeitstrafe von 20 Sekunden, womit der Deutsche auf den zwölften Platz zurückfiel.
Das Rennen war, wie für Monaco üblich, überwiegend von taktischen Entscheidungen geprägt und Überholmanöver waren, außer in der Startphase, selten. Alonso beendete das Rennen, nachdem er aus der Boxengasse gestartet war, mit einer geschickten Strategie und einigen Überholmanövern auf den sechsten Platz.
In der Weltmeisterschaft übernahm Webber die Führung punktgleich vor seinem Teamkollegen Vettel und auch sein Team Red Bull-Renault übernahm nach dem Doppelsieg die WM-Führung.

### Großer Preis der Türkei
| Platz | Fahrer         | Team             | Zeit        |
| ----- | -------------- | ---------------- | ----------- |
| 1     | Lewis Hamilton | McLaren-Mercedes | 1:28:47,620 |
| 2     | Jenson Button  | McLaren-Mercedes | + 2,645     |
| 3     | Mark Webber    | Red Bull-Renault | + 24,285    |
| PP    | Mark Webber    | Red Bull-Renault | 1:26,295    |
| SR    | Witali Petrow  | Renault          | 1:29,165    |

Der Große Preis der Türkei auf dem Istanbul Park Circuit fand am 30. Mai 2010 statt und ging über eine Distanz von 58 Runden à 5,338 km, was einer Gesamtdistanz von 309,396 km entspricht.
Lewis Hamilton gewann beim Großen Preis der Türkei sein erstes Rennen in der Saison 2010 vor Jenson Button und Mark Webber.
Zunächst sah es nach einem Doppelsieg für Red Bull-Renault aus, da Webber und Sebastian Vettel das Rennen anführten. Allerdings kam es zu einer Kollision zwischen den beiden Teamkollegen, als Vettel versuchte Webber zu überholen. Während Vettel ausschied, konnte Webber dank eines großen Vorsprungs auf die Mercedes-Piloten den dritten Platz behalten. Damit lag er nach diesem Rennen ungeteilt in der Gesamtwertung in Führung.
Witali Petrow erzielte zum ersten und einzigen Mal in seiner Formel-1-Karriere die schnellste Runde.

### Großer Preis von Kanada
| Platz | Fahrer          | Team             | Zeit        |
| ----- | --------------- | ---------------- | ----------- |
| 1     | Lewis Hamilton  | McLaren-Mercedes | 1:33:53,456 |
| 2     | Jenson Button   | McLaren-Mercedes | + 2,254     |
| 3     | Fernando Alonso | Ferrari          | + 9,214     |
| PP    | Lewis Hamilton  | McLaren-Mercedes | 1:15:105    |
| SR    | Robert Kubica   | Renault          | 1:16,972    |

Der Große Preis von Kanada auf dem Circuit Gilles-Villeneuve fand am 13. Juni 2010 statt und ging über eine Distanz von 70 Runden à 4,361 km, was einer Gesamtdistanz von 305,270 km entspricht.
Wie in der Türkei erzielte McLaren-Mercedes mit Lewis Hamilton vor Jenson Button einen Doppelsieg. Damit übernahm Hamilton erstmals in dieser Saison die Führung in der Gesamtwertung und sollte für vorerst vier Rennen behalten. Fernando Alonso wurde Dritter.
Der Grand Prix zeichnete sich durch verschiedene Boxenstopp-Strategien aus, da die Reifen nur eine begrenzte Anzahl von Runden hielten. Während die ersten drei Piloten mit weichen Reifen ins Rennen gingen und nach wenigen Runden auf harte Reifen wechseln konnten, mussten die Red-Bull-Renault-Piloten die weichen Reifen im Laufe des Rennens verwenden. Schlussendlich ging ihre Strategie nicht auf und sie belegten die Plätze vier und fünf.
Auf Grund der unterschiedlichen Strategie gab es im Laufe des Rennens sechs Führungswechsel. Sébastien Buemi führte zum ersten Mal einen Grand Prix an.

### Großer Preis von Europa
| Platz | Fahrer           | Team             | Zeit        |
| ----- | ---------------- | ---------------- | ----------- |
| 1     | Sebastian Vettel | Red Bull-Renault | 1:40:29,571 |
| 2     | Lewis Hamilton   | McLaren-Mercedes | + 5,042     |
| 3     | Jenson Button    | McLaren-Mercedes | + 7,658     |
| PP    | Sebastian Vettel | Red Bull-Renault | 1:37,587    |
| SR    | Jenson Button    | McLaren-Mercedes | 1:38,766    |

Der Große Preis von Europa auf dem Valencia Street Circuit fand am 27. Juni 2010 statt und ging über eine Distanz von 57 Runden à 5,419 km, was einer Gesamtdistanz von 308,883 km entspricht.
Sebastian Vettel gewann das Rennen vor Lewis Hamilton und Jenson Button. Es war der zweite Sieg für den Red-Bull-Piloten in dieser Saison.
Überschattet wurde das Rennen von einem schweren Unfall von Mark Webber, den der Australier unverletzt überstand. Eine darauf folgende Safety-Car-Phase sorgte für einige Ereignisse. Neun Piloten erhielten nachträglich eine 5-Sekunden-Zeitstrafe, da sie die minimale Sektorenzeit unterschritten haben. Hamilton überholte das Safety Car, als er es noch nicht durfte und erhielt eine Durchfahrtsstrafe, bei der er keinen Platz verlor.
Unbeeindruckt von den Geschehnissen fuhr Vettel vorne weg und erzielte einen Start-Ziel-Sieg. Kamui Kobayashi wartete lange auf seinen Pflichtboxenstopp und belegte lange Zeit den dritten Platz.

### Großer Preis von Großbritannien
| Platz | Fahrer           | Team             | Zeit        |
| ----- | ---------------- | ---------------- | ----------- |
| 1     | Mark Webber      | Red Bull-Renault | 1:24:38,200 |
| 2     | Lewis Hamilton   | McLaren-Mercedes | + 1,360     |
| 3     | Nico Rosberg     | Mercedes         | + 21,307    |
| PP    | Sebastian Vettel | Red Bull-Renault | 1:29,615    |
| SR    | Fernando Alonso  | Ferrari          | 1:30,874    |

Der Große Preis von Großbritannien auf dem Silverstone Circuit fand am 11. Juli 2010 statt und ging über eine Distanz von 52 Runden à 5,901 km, was einer Gesamtdistanz von 306,747 km entspricht.
Mark Webber gewann sein drittes Rennen vor Lewis Hamilton und Nico Rosberg. Webber führte das Rennen durchgängig an.
Nach dem Start lag zunächst Vettel auf dem zweiten Platz. Nach einer Berührung mit Hamilton erlitt er einen Reifenschaden und fiel nach einem Notboxenstopp ans Ende des Feldes zurück.
Eine Safety-Car-Phase führte zu einigen Veränderungen im Feld. Während Fernando Alonso, der eine Durchfahrtsstrafe absolvieren musste, weit zurückfiel, konnte Vettel wieder aufschließen und das Rennen nach einigen Überholmanövern auf dem siebten Platz beenden.

### Großer Preis von Deutschland
| Platz | Fahrer           | Team             | Zeit        |
| ----- | ---------------- | ---------------- | ----------- |
| 1     | Fernando Alonso  | Ferrari          | 1:27:38,864 |
| 2     | Felipe Massa     | Ferrari          | + 4,196     |
| 3     | Sebastian Vettel | Red Bull-Renault | + 5,121     |
| PP    | Sebastian Vettel | Red Bull-Renault | 1:13,791    |
| SR    | Sebastian Vettel | Red Bull-Renault | 1:15,824    |

Der Große Preis von Deutschland auf dem Hockenheimring fand am 25. Juli 2010 statt und ging über eine Distanz von 67 Runden à 4,574 km, was einer Gesamtdistanz von 306,458 km entspricht.
Fernando Alonso gewann sein zweites Rennen in dieser Saison vor seinem Teamkollegen Felipe Massa und Sebastian Vettel.
Vettel, der auf der Pole-Position stand, verlor am Start gegen beide Ferrari und lag anschließend hinter den beiden auf dem dritten Platz. Felipe Massa führte das Rennen zunächst vor Fernando Alonso an. Nachdem Alonso dicht hinter Massa gelegen hatte, aber nicht an ihm vorbeigekommen war, entschloss sich Ferrari Massa indirekt mitzuteilen, Alonso vorbeizulassen. Massa ließ seinen Teamkollegen anschließend offensichtlich vorbei.
Nach dem Rennen wurde Ferrari von den Rennkommissaren wegen verbotener Stallorder mit einer Geldstrafe von 100.000 US-Dollar bestraft. Darüber hinaus hat sich der FIA Weltrat damit beschäftigt, jedoch keine weiteren Konsequenzen für Ferrari angekündigt.

### Großer Preis von Ungarn
| Platz | Fahrer           | Team             | Zeit        |
| ----- | ---------------- | ---------------- | ----------- |
| 1     | Mark Webber      | Red Bull-Renault | 1:41:05,571 |
| 2     | Fernando Alonso  | Ferrari          | + 17,821    |
| 3     | Sebastian Vettel | Red Bull-Renault | + 19,252    |
| PP    | Sebastian Vettel | Red Bull-Renault | 1:18,773    |
| SR    | Sebastian Vettel | Red Bull-Renault | 1:22,362    |

Der Große Preis von Ungarn auf dem Hungaroring fand am 1. August 2010 statt und ging über eine Distanz von 70 Runden à 4,381 km, was einer Gesamtdistanz von 306,663 km entspricht.
Mark Webber gewann vor Fernando Alonso und Sebastian Vettel sein viertes Rennen in dieser Saison und übernahm wieder die Führung der Gesamtwertung.
Nach dem Start war die Situation zunächst umgekehrt: Vettel führte vor Alonso und Webber das Rennen an. Während Vettel sich absetzen konnte, schaffte es Webber nicht an Alonso vorbei.
Nach einer Safety-Car-Phase, in der Webber nicht stoppte und somit die Führung übernahm, konnte Webber sich an der Spitze absetzen. Vettel lag zunächst auf dem zweiten Platz, fiel aber nach einer Durchfahrtsstrafe, die er, nachdem er einen zu großen Abstand in der Safety-Car-Phase entstehen gelassen hatte, erhielt, auf den dritten Platz zurück. Anschließend schaffte es Vettel nicht an Alonso vorbei.

### Großer Preis von Belgien
| Platz | Fahrer         | Team             | Zeit        |
| ----- | -------------- | ---------------- | ----------- |
| 1     | Lewis Hamilton | McLaren-Mercedes | 1:29:04,268 |
| 2     | Mark Webber    | Red Bull-Renault | + 1,571     |
| 3     | Robert Kubica  | Renault          | + 3,493     |
| PP    | Mark Webber    | Red Bull-Renault | 1:45,778    |
| SR    | Lewis Hamilton | McLaren-Mercedes | 1:49,069    |

Der Große Preis von Belgien auf dem Circuit de Spa-Francorchamps fand am 29. August 2010 statt und ging über eine Distanz von 44 Runden à 7,004 km, was einer Gesamtdistanz von 308,052 km entspricht.
Lewis Hamilton gewann das Rennen vor Mark Webber und Robert Kubica. Hamilton übernahm damit wieder die Führung in der Weltmeisterschaft.
Jenson Button fiel durch eine von Sebastian Vettel verursachte Kollision aus und beide verloren wertvolle Punkte.
Hamilton übernahm die Führung beim Start von Webber, der nicht gut startete, und behielt sie bis zum Rennende. Das Rennen war von kurzen Regenschauern, die für Kollisionen sorgten, sowie einen etwas stärkeren Regen zum Ende des Rennens geprägt.
Von den chaotischen Bedingungen profitierten die Piloten von Mercedes, die bis zum letzten Regenschauer auf den Pflichtboxenstopp warteten. So verbesserten sich Nico Rosberg von Startplatz 14 auf Platz 6 und Michael Schumacher von Startplatz 21 auf Platz 7.

### Großer Preis von Italien
| Platz | Fahrer          | Team             | Zeit        |
| ----- | --------------- | ---------------- | ----------- |
| 1     | Fernando Alonso | Ferrari          | 1:16:24,572 |
| 2     | Jenson Button   | McLaren-Mercedes | + 2,938     |
| 3     | Felipe Massa    | Ferrari          | + 4,223     |
| PP    | Fernando Alonso | Ferrari          | 1:21,962    |
| SR    | Fernando Alonso | Ferrari          | 1:24,139    |

Der Große Preis von Italien auf dem Autodromo Nazionale Monza fand am 12. September 2010 statt und ging über eine Distanz von 53 Runden à 5,793 km, was einer Gesamtdistanz von 306,720 km entspricht.
Fernando Alonso gewann den Großen Preis von Italien vor Jenson Button und seinem Teamkollegen Felipe Massa.
Alonso, der von der Pole-Position ins Rennen ging, verlor die Führung beim Start an Button und konnte zunächst nicht am Briten vorbeifahren. Schlussendlich übernahm er die Spitzenposition beim Boxenstopp, den er eine Runde nach Button absolvierte.
Lewis Hamilton, der als Weltmeisterschaftsführender in das Rennen gegangen ist, schied bereits in der ersten Runde nach einer Kollision mit Massa aus. Der Viertplatzierte Mark Webber übernahm abermals die Führung in der Fahrerweltmeisterschaft.

### Großer Preis von Singapur
| Platz | Fahrer           | Team             | Zeit        |
| ----- | ---------------- | ---------------- | ----------- |
| 1     | Fernando Alonso  | Ferrari          | 1:57:53,579 |
| 2     | Sebastian Vettel | Red Bull-Renault | + 0,293     |
| 3     | Mark Webber      | Red Bull-Renault | + 29,141    |
| PP    | Fernando Alonso  | Ferrari          | 1:45,390    |
| SR    | Fernando Alonso  | Ferrari          | 1:47,976    |

Der Große Preis von Singapur auf dem Marina Bay Street Circuit fand am 26. September 2010 statt und ging über eine Distanz von 61 Runden à 5,067 km, was einer Gesamtdistanz von 309,087 km entspricht.
Fernando Alonso gewann den Großen Preis von Singapur vor Sebastian Vettel und Mark Webber. Alonso startete von der Pole-Position, erzielte die schnellste Rennrunde und behielt durchgängig die Führung.
In der zweiten Rennhälfte fuhren Alonso und Vettel beinahe abwechselnd die schnellste Rennrunde und setzten sich dadurch gegenseitig unter Druck. Zu einem Überholmanöver von Vettel kam es nie.
Das Rennen war durch einige Positionskämpfe geprägt. Zudem gab es einige Kollisionen. Die für die Weltmeisterschaftswertung gravierendste Kollision ereignete sich zwischen Lewis Hamilton und Mark Webber. Hamilton zog in der Memorial Corner zu früh nach innen und schied nach einer Kollision mit Webber aus.
Webber konnte seine Führung in der Weltmeisterschaft somit behaupten und Hamilton verlor seinen zweiten Platz an Alonso. Bei den Konstrukteuren vergrößerte Red Bull-Renault die Führung.

### Großer Preis von Japan
| Platz | Fahrer           | Team             | Zeit        |
| ----- | ---------------- | ---------------- | ----------- |
| 1     | Sebastian Vettel | Red Bull-Renault | 1:30:27,323 |
| 2     | Mark Webber      | Red Bull-Renault | + 0,905     |
| 3     | Fernando Alonso  | Ferrari          | + 2,721     |
| PP    | Sebastian Vettel | Red Bull-Renault | 1:30,785    |
| SR    | Mark Webber      | Red Bull-Renault | 1:33,474    |

Der Große Preis von Japan auf dem Suzuka International Racing Course fand am 10. Oktober 2010 statt und ging über eine Distanz von 53 Runden à 5,807 km, was einer Gesamtdistanz von 307,573 km entspricht.
Sebastian Vettel gewann das Rennen vor seinem Teamkollegen Mark Webber und Fernando Alonso. Webber behauptete damit die Gesamtführung.
Bei der Fahrt in die Startaufstellung verunglückte Lucas di Grassi und konnte nicht zum Rennen starten.
Beim Start von der Pole-Position behielt Vettel die Führung und musste sie zwischenzeitlich nur Strategie-bedingt an Webber bzw. Jenson Button abgeben. Der Abstand zwischen Vettel und Webber war das gesamte Rennen ziemlich konstant.
Für Aufmerksamkeit sorgte Kamui Kobayashi, der bei seinem Heimrennen einige Piloten in der Hairpin-Kurve überholte und das Rennen auf dem siebten Platz beendete. Nick Heidfeld, Kobayashis Teamkollege, erzielte seine ersten Punkte in dieser Saison.

### Großer Preis von Korea
| Platz | Fahrer           | Team             | Zeit        |
| ----- | ---------------- | ---------------- | ----------- |
| 1     | Fernando Alonso  | Ferrari          | 2:48:20,810 |
| 2     | Lewis Hamilton   | McLaren-Mercedes | + 14,999    |
| 3     | Felipe Massa     | Ferrari          | + 30,868    |
| PP    | Sebastian Vettel | Red Bull-Renault | 1:35,585    |
| SR    | Fernando Alonso  | Ferrari          | 1:50,257    |

Der Große Preis von Korea auf dem Korean International Circuit fand am 24. Oktober 2010 statt und ging über eine Distanz von 55 Runden à 5,615 km, was einer Gesamtdistanz von 308,860 km entspricht.
Fernando Alonso gewann den Grand Prix vor Lewis Hamilton und Felipe Massa.
Das Rennen dauerte mit Unterbrechungen über drei Stunden. Aufgrund starken Regens wurde es nach der dritten Runde für 50 Minuten unterbrochen. Darüber hinaus kam es zu mehreren Safety-Car-Phasen.
Beide Red-Bull-Piloten schieden nach guten Leistungen im Qualifying aus. Webber verlor im Regen die Kontrolle über sein Auto und drehte sich von der Strecke. Vettel fiel in Führung liegend mit einem Motorschaden aus.
Mit dem Sieg übernahm Alonso die Führung in der Weltmeisterschaft von Webber, der auf den zweiten Platz zurückfiel.

### Großer Preis von Brasilien
| Platz | Fahrer           | Team              | Zeit        |
| ----- | ---------------- | ----------------- | ----------- |
| 1     | Sebastian Vettel | Red Bull-Renault  | 1:33:11,803 |
| 2     | Mark Webber      | Red Bull-Renault  | + 4,243     |
| 3     | Fernando Alonso  | Ferrari           | + 6,807     |
| PP    | Nico Hülkenberg  | Williams-Cosworth | 1:14,470    |
| SR    | Lewis Hamilton   | McLaren-Mercedes  | 1:13,851    |

Der Große Preis von Brasilien auf dem Autódromo José Carlos Pace fand am 7. November 2010 statt und ging über eine Distanz von 71 Runden à 4,309 km, was einer Gesamtdistanz von 305,909 km entspricht.
Sebastian Vettel gewann das Rennen vor Mark Webber und Fernando Alonso. Vettel übernahm die Führung beim Start des Rennens und musste sie nur kurz nach seinem Boxenstopp an Webber abgeben.
Nico Hülkenberg erzielte im Qualifying die erste Pole-Position in seiner Formel-1-Karriere.
In der Weltmeisterschaft behielt Alonso die Führung vor Webber. Vettel und Lewis Hamilton behielten die Chance auf den Titelgewinn.
Bei den Konstrukteuren sicherte sich Red Bull-Renault dank des Doppelsieges vorzeitig den ersten Weltmeistertitel in der Geschichte des Teams.

### Großer Preis von Abu Dhabi
| Platz | Fahrer           | Team             | Zeit        |
| ----- | ---------------- | ---------------- | ----------- |
| 1     | Sebastian Vettel | Red Bull-Renault | 1:39:36,837 |
| 2     | Lewis Hamilton   | McLaren-Mercedes | + 10,162    |
| 3     | Jenson Button    | McLaren-Mercedes | + 11,047    |
| PP    | Sebastian Vettel | Red Bull-Renault | 1:39,394    |
| SR    | Lewis Hamilton   | McLaren-Mercedes | 1:41,274    |

Der Große Preis von Abu Dhabi auf dem Yas Marina Circuit fand am 14. November 2010 statt und ging über eine Distanz von 55 Runden à 5,554 km, was einer Gesamtdistanz von 305,470 km entspricht.
Sebastian Vettel gewann das Rennen vor Lewis Hamilton und Jenson Button. Vettel ging mit dem Sieg zum ersten Mal in der Saison in Gesamtführung, gewann dadurch den Weltmeistertitel und wurde zum bis dahin jüngsten Formel-1-Weltmeister.
Vettel behielt die Führung beim Start und lag nur nach seinem Boxenstopp für mehrere Runden auf dem zweiten Platz. Vettel, der vor dem Grand Prix auf dem dritten Platz in der Meisterschaft lag, profitierte davon, dass seine Titelrivalen Fernando Alonso und Mark Webber durch zu frühe Boxenstopps hinter mehrere Fahrer zurückfielen. Beide schafften es im Verlauf des Rennens nicht, die vor ihnen liegenden Fahrer zu überholen. Alonso kam schließlich auf Platz sieben, Webber auf Platz acht ins Ziel.

## Qualifyingduelle
Diese Tabelle zeigt, welche Fahrer im jeweiligen Team die besseren Platzierungen im Qualifying erreicht haben.
| Fahrer               | :                | Fahrer            |
| McLaren-Mercedes     | McLaren-Mercedes | McLaren-Mercedes  |
| -------------------- | ---------------- | ----------------- |
| Jenson Button        | 5:14             | Lewis Hamilton    |
| Mercedes             |                  |                   |
| Michael Schumacher   | 5:14             | Nico Rosberg      |
| Red Bull-Renault     |                  |                   |
| Sebastian Vettel     | 12:7             | Mark Webber       |
| Ferrari              |                  |                   |
| Felipe Massa         | 4:15             | Fernando Alonso   |
| Williams-Cosworth    |                  |                   |
| Rubens Barrichello   | 13:6             | Nico Hülkenberg   |
| Renault              |                  |                   |
| Robert Kubica        | 17:2             | Witali Petrow     |
| Force India-Mercedes |                  |                   |
| Adrian Sutil         | 16:3             | Vitantonio Liuzzi |

| Fahrer             | :                  | Fahrer             |
| Toro Rosso-Ferrari | Toro Rosso-Ferrari | Toro Rosso-Ferrari |
| ------------------ | ------------------ | ------------------ |
| Sébastien Buemi    | 11:8               | Jaime Alguersuari  |
| Lotus-Cosworth     |                    |                    |
| Jarno Trulli       | 11:8               | Heikki Kovalainen  |
| HRT-Cosworth       |                    |                    |
| Karun Chandhok     | 3:6                | Bruno Senna        |
| Karun Chandhok     | 1:0                | Sakon Yamamoto     |
| Sakon Yamamoto     | 1:5                | Bruno Senna        |
| Christian Klien    | 2:1                | Bruno Senna        |
| Sauber-Ferrari     |                    |                    |
| Pedro de la Rosa   | 7:7                | Kamui Kobayashi    |
| Nick Heidfeld      | 1:4                | Kamui Kobayashi    |
| Virgin-Cosworth    |                    |                    |
| Timo Glock         | 17:2               | Lucas di Grassi    |

## Rennduelle
Diese Tabelle zeigt, welche Fahrer im jeweiligen Team die besseren Platzierungen im Rennen erreicht haben. Sollte aus einem Team in einem Rennen kein Fahrer in die Wertung gekommen sein, wird dies als 0:0 gewertet.
| Fahrer               | :                | Fahrer            |
| McLaren-Mercedes     | McLaren-Mercedes | McLaren-Mercedes  |
| -------------------- | ---------------- | ----------------- |
| Jenson Button        | 7:12             | Lewis Hamilton    |
| Mercedes             |                  |                   |
| Michael Schumacher   | 5:14             | Nico Rosberg      |
| Red Bull-Renault     |                  |                   |
| Sebastian Vettel     | 11:7             | Mark Webber       |
| Ferrari              |                  |                   |
| Felipe Massa         | 5:14             | Fernando Alonso   |
| Williams-Cosworth    |                  |                   |
| Rubens Barrichello   | 12:6             | Nico Hülkenberg   |
| Renault              |                  |                   |
| Robert Kubica        | 16:2             | Witali Petrow     |
| Force India-Mercedes |                  |                   |
| Adrian Sutil         | 11:7             | Vitantonio Liuzzi |

| Fahrer             | :                  | Fahrer             |
| Toro Rosso-Ferrari | Toro Rosso-Ferrari | Toro Rosso-Ferrari |
| ------------------ | ------------------ | ------------------ |
| Sébastien Buemi    | 8:11               | Jaime Alguersuari  |
| Lotus-Cosworth     |                    |                    |
| Jarno Trulli       | 5:12               | Heikki Kovalainen  |
| HRT-Cosworth       |                    |                    |
| Karun Chandhok     | 6:1                | Bruno Senna        |
| Karun Chandhok     | 1:0                | Sakon Yamamoto     |
| Sakon Yamamoto     | 2:4                | Bruno Senna        |
| Christian Klien    | 0:2                | Bruno Senna        |
| Sauber-Ferrari     |                    |                    |
| Pedro de la Rosa   | 3:6                | Kamui Kobayashi    |
| Nick Heidfeld      | 1:3                | Kamui Kobayashi    |
| Virgin-Cosworth    |                    |                    |
| Timo Glock         | 8:6                | Lucas di Grassi    |

## Weltmeisterschaftswertungen

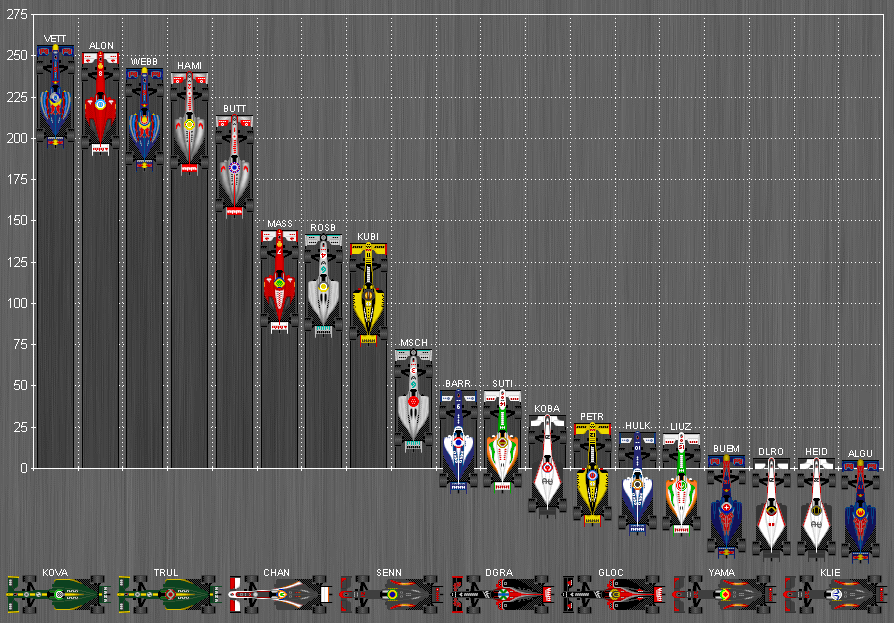
Fahrerwertung der Formel-1-Saison 2010

Die zehn erstplatzierten Fahrer jedes Rennens erhielten Punkte nach folgendem Schema:
| Punkteverteilung | Punkteverteilung | Punkteverteilung | Punkteverteilung | Punkteverteilung | Punkteverteilung | Punkteverteilung | Punkteverteilung | Punkteverteilung | Punkteverteilung | Punkteverteilung |
| ---------------- | ---------------- | ---------------- | ---------------- | ---------------- | ---------------- | ---------------- | ---------------- | ---------------- | ---------------- | ---------------- |
| Platz            | 1                | 2                | 3                | 4                | 5                | 6                | 7                | 8                | 9                | 10               |
| Punkte           | 25               | 18               | 15               | 12               | 10               | 8                | 6                | 4                | 2                | 1                |

### Fahrerwertung
| Pos. | Fahrer         | Konstrukteur         |      |     |      |     |      |      |      |     |     |     |     |     |     |     |      |      |     |     |     | Punkte |
| ---- | -------------- | -------------------- | ---- | --- | ---- | --- | ---- | ---- | ---- | --- | --- | --- | --- | --- | --- | --- | ---- | ---- | --- | --- | --- | ------ |
| 01   | S. Vettel      | Red Bull-Renault     | 4    | DNF | 1    | 6   | 3    | 2    | DNF  | 4   | 1   | 7   | 3   | 3   | 15  | 4   | 2    | 1    | DNF | 1   | 1   | 256    |
| 02   | F. Alonso      | Ferrari              | 1    | 4   | *13* | 4   | 2    | 6    | 8    | 3   | 8   | 14  | 1   | 2   | DNF | 1   | 1    | 3    | 1   | 3   | 7   | 252    |
| 03   | M. Webber      | Red Bull-Renault     | 8    | 9   | 2    | 8   | 1    | 1    | 3    | 5   | DNF | 1   | 6   | 1   | 2   | 6   | 3    | 2    | DNF | 2   | 8   | 242    |
| 04   | L. Hamilton    | McLaren-Mercedes     | 3    | 6   | 6    | 2   | *14* | 5    | 1    | 1   | 2   | 2   | 4   | DNF | 1   | DNF | DNF  | 5    | 2   | 4   | 2   | 240    |
| 05   | J. Button      | McLaren-Mercedes     | 7    | 1   | 8    | 1   | 5    | DNF  | 2    | 2   | 3   | 4   | 5   | 8   | DNF | 2   | 4    | 4    | 12  | 5   | 3   | 214    |
| 06   | F. Massa       | Ferrari              | 2    | 3   | 7    | 9   | 6    | 4    | 7    | 15  | 11  | 15  | 2   | 4   | 4   | 3   | 8    | DNF  | 3   | 15  | 10  | 144    |
| 07   | N. Rosberg     | Mercedes             | 5    | 5   | 3    | 3   | 13   | 7    | 5    | 6   | 10  | 3   | 8   | DNF | 6   | 5   | 5    | *17* | DNF | 6   | 4   | 142    |
| 08   | R. Kubica      | Renault              | 11   | 2   | 4    | 5   | 8    | 3    | 6    | 7   | 5   | DNF | 7   | DNF | 3   | 8   | 7    | DNF  | 5   | 9   | 5   | 136    |
| 09   | M. Schumacher  | Mercedes             | 6    | 10  | DNF  | 10  | 4    | 12   | 4    | 11  | 15  | 9   | 9   | 11  | 7   | 9   | 13   | 6    | 4   | 7   | DNF | 72     |
| 10   | R. Barrichello | Williams-Cosworth    | 10   | 8   | 12   | 12  | 9    | DNF  | 14   | 14  | 4   | 5   | 12  | 10  | DNF | 10  | 6    | 9    | 7   | 14  | 12  | 47     |
| 11   | A. Sutil       | Force India-Mercedes | 12   | DNF | 5    | 11  | 7    | 8    | 9    | 10  | 6   | 8   | 17  | DNF | 5   | 16  | 9    | DNF  | DNF | 12  | 13  | 47     |
| 12   | K. Kobayashi   | Sauber-Ferrari       | DNF  | DNF | DNF  | DNF | 12   | DNF  | 10   | DNF | 7   | 6   | 11  | 9   | 8   | DNF | DNF  | 7    | 8   | 10  | 14  | 32     |
| 13   | W. Petrow      | Renault              | DNF  | DNF | DNF  | 7   | 11   | *13* | 15   | 17  | 14  | 13  | 10  | 5   | 9   | 13  | 11   | DNF  | DNF | 16  | 6   | 27     |
| 14   | N. Hülkenberg  | Williams-Cosworth    | 14   | DNF | 10   | 15  | 16   | DNF  | 17   | 13  | DNF | 10  | 13  | 6   | 14  | 7   | 10   | DNF  | 10  | 8   | 16  | 22     |
| 15   | V. Liuzzi      | Force India-Mercedes | 9    | 7   | DNF  | DNF | *15* | 9    | 13   | 9   | 16  | 11  | 16  | 13  | 10  | 12  | DNF  | DNF  | 6   | DNF | DNF | 21     |
| 16   | S. Buemi       | Toro Rosso-Ferrari   | 16   | DNF | 11   | DNF | DNF  | 10   | 16   | 8   | 9   | 12  | DNF | 12  | 12  | 11  | 14   | 10   | DNF | 13  | 15  | 8      |
| 17   | P. de la Rosa  | Sauber-Ferrari       | DNF  | 12  | DNS  | DNF | DNF  | DNF  | 11   | DNF | 12  | DNF | 14  | 7   | 11  | 14  |      |      |     |     |     | 6      |
| 18   | N. Heidfeld    | Sauber-Ferrari       |      |     |      |     |      |      |      |     |     |     |     |     |     |     | DNF  | 8    | 9   | 17  | 11  | 6      |
| 19   | J. Alguersuari | Toro Rosso-Ferrari   | 13   | 11  | 9    | 13  | 10   | 11   | 12   | 12  | 13  | DNF | 15  | DNF | 13  | 15  | 12   | 11   | 11  | 11  | 9   | 5      |
| 20   | H. Kovalainen  | Lotus-Cosworth       | 15   | 13  | NC   | 14  | DNS  | DNF  | DNF  | 16  | DNF | 17  | DNF | 14  | 16  | 18  | *16* | 12   | 13  | 18  | 17  | 0      |
| 21   | J. Trulli      | Lotus-Cosworth       | *17* | DNS | 17   | DNF | 17   | *15* | DNF  | DNF | 21  | 16  | DNF | 15  | 19  | DNF | DNF  | 13   | DNF | 19  | 21  | 0      |
| 22   | K. Chandhok    | HRT-Cosworth         | DNF  | 14  | 15   | 17  | DNF  | *14* | *20* | 18  | 18  | 19  |     |     |     |     |      |      |     |     |     | 0      |
| 23   | B. Senna       | HRT-Cosworth         | DNF  | DNF | 16   | 16  | DNF  | DNF  | DNF  | DNF | 20  |     | 19  | 17  | DNF | DNF | DNF  | 15   | 14  | 21  | 19  | 0      |
| 24   | L. di Grassi   | Virgin-Cosworth      | DNF  | DNF | 14   | DNF | 19   | DNF  | 19   | 19  | 17  | DNF | DNF | 18  | 17  | 20  | 15   | DNS  | DNF | NC  | 18  | 0      |
| 25   | T. Glock       | Virgin-Cosworth      | DNF  | DNF | DNF  | DNS | 18   | DNF  | 18   | DNF | 19  | 18  | 18  | 16  | 18  | 17  | DNF  | 14   | DNF | 20  | DNF | 0      |
| 26   | S. Yamamoto    | HRT-Cosworth         |      |     |      |     |      |      | PO   |     |     | 20  | DNF | 19  | 20  | 19  |      | 16   | 15  |     |     | 0      |
| 27   | C. Klien       | HRT-Cosworth         |      |     |      |     | PO   |      |      |     | PO  |     |     |     |     |     | DNF  |      |     | 22  | 20  | 0      |

| Legende  | Legende            | Legende                                                          |
| Farbe    | Abkürzung          | Bedeutung                                                        |
| -------- | ------------------ | ---------------------------------------------------------------- |
| Gold     | –                  | Sieg                                                             |
| Silber   | –                  | 2. Platz                                                         |
| Bronze   | –                  | 3. Platz                                                         |
| Grün     | –                  | Platzierung in den Punkten                                       |
| Blau     | –                  | Klassifiziert außerhalb der Punkteränge                          |
| Violett  | DNF                | Rennen nicht beendet (did not finish)                            |
| Violett  | NC                 | nicht klassifiziert (not classified)                             |
| Rot      | DNQ                | nicht qualifiziert (did not qualify)                             |
| Rot      | DNPQ               | in Vorqualifikation gescheitert (did not pre-qualify)            |
| Schwarz  | DSQ                | disqualifiziert (disqualified)                                   |
| Weiß     | DNS                | nicht am Start (did not start)                                   |
| Weiß     | WD                 | zurückgezogen (withdrawn)                                        |
| Hellblau | PO                 | nur am Training teilgenommen (practiced only)                    |
| Hellblau | TD                 | Freitags-Testfahrer (test driver)                                |
| ohne     | DNP                | nicht am Training teilgenommen (did not practice)                |
| ohne     | INJ                | verletzt oder krank (injured)                                    |
| ohne     | EX                 | ausgeschlossen (excluded)                                        |
| ohne     | DNA                | nicht erschienen (did not arrive)                                |
| ohne     | C                  | Rennen abgesagt (cancelled)                                      |
| ohne     | keine WM-Teilnahme |                                                                  |
| sonstige | P/fett             | Pole-Position                                                    |
| sonstige | 1/2/3/4/5/6/7/8    | Punktplatzierung im Sprint-/Qualifikationsrennen                 |
| sonstige | SR/kursiv          | Schnellste Rennrunde                                             |
| sonstige | *                  | nicht im Ziel, aufgrund der zurückgelegten Distanz aber gewertet |
| sonstige | ()                 | Streichresultate                                                 |
| sonstige | unterstrichen      | Führender in der Gesamtwertung                                   |

### Konstrukteurswertung
| Pos. | Konstrukteur         | Nr. |      |     |      |     |      |      |      |     |     |     |     |     |     |     |      |      |     |     |     | Punkte |
| ---- | -------------------- | --- | ---- | --- | ---- | --- | ---- | ---- | ---- | --- | --- | --- | --- | --- | --- | --- | ---- | ---- | --- | --- | --- | ------ |
| 01   | Red Bull-Renault     | 05  | 4    | DNF | 1    | 6   | 3    | 2    | DNF  | 4   | 1   | 7   | 3   | 3   | 15  | 4   | 2    | 1    | DNF | 1   | 1   | 498    |
| 01   | Red Bull-Renault     | 06  | 8    | 9   | 2    | 8   | 1    | 1    | 3    | 5   | DNF | 1   | 6   | 1   | 2   | 6   | 3    | 2    | DNF | 2   | 8   | 498    |
| 02   | McLaren-Mercedes     | 01  | 7    | 1   | 8    | 1   | 5    | DNF  | 2    | 2   | 3   | 4   | 5   | 8   | DNF | 2   | 4    | 4    | 12  | 5   | 3   | 454    |
| 02   | McLaren-Mercedes     | 02  | 3    | 6   | 6    | 2   | *14* | 5    | 1    | 1   | 2   | 2   | 4   | DNF | 1   | DNF | DNF  | 5    | 2   | 4   | 2   | 454    |
| 03   | Ferrari              | 07  | 2    | 3   | 7    | 9   | 6    | 4    | 7    | 15  | 11  | 15  | 2   | 4   | 4   | 3   | 8    | DNF  | 3   | 15  | 10  | 396    |
| 03   | Ferrari              | 08  | 1    | 4   | *13* | 4   | 2    | 6    | 8    | 3   | 8   | 14  | 1   | 2   | DNF | 1   | 1    | 3    | 1   | 3   | 7   | 396    |
| 04   | Mercedes             | 03  | 6    | 10  | DNF  | 10  | 4    | 12   | 4    | 11  | 15  | 9   | 9   | 11  | 7   | 9   | 13   | 6    | 4   | 7   | DNF | 214    |
| 04   | Mercedes             | 04  | 5    | 5   | 3    | 3   | 13   | 7    | 5    | 6   | 10  | 3   | 8   | DNF | 6   | 5   | 5    | *17* | DNF | 6   | 4   | 214    |
| 05   | Renault              | 11  | 11   | 2   | 4    | 5   | 8    | 3    | 6    | 7   | 5   | DNF | 7   | DNF | 3   | 8   | 7    | DNF  | 5   | 9   | 5   | 163    |
| 05   | Renault              | 12  | DNF  | DNF | DNF  | 7   | 11   | *13* | 15   | 17  | 14  | 13  | 10  | 5   | 9   | 13  | 11   | DNF  | DNF | 16  | 6   | 163    |
| 06   | Williams-Cosworth    | 09  | 10   | 8   | 12   | 12  | 9    | DNF  | 14   | 14  | 4   | 5   | 12  | 10  | DNF | 10  | 6    | 9    | 7   | 14  | 12  | 69     |
| 06   | Williams-Cosworth    | 10  | 14   | DNF | 10   | 15  | 16   | DNF  | 17   | 13  | DNF | 10  | 13  | 6   | 14  | 7   | 10   | DNF  | 10  | 8   | 16  | 69     |
| 07   | Force India-Mercedes | 14  | 12   | DNF | 5    | 11  | 7    | 8    | 9    | 10  | 6   | 8   | 17  | DNF | 5   | 16  | 9    | DNF  | DNF | 12  | 13  | 68     |
| 07   | Force India-Mercedes | 15  | 9    | 7   | DNF  | DNF | *15* | 9    | 13   | 9   | 16  | 11  | 16  | 13  | 10  | 12  | DNF  | DNF  | 6   | DNF | DNF | 68     |
| 08   | Sauber-Ferrari       | 22  | DNF  | 12  | DNS  | DNF | DNF  | DNF  | 11   | DNF | 12  | DNF | 14  | 7   | 11  | 14  | DNF  | 8    | 9   | 17  | 11  | 44     |
| 08   | Sauber-Ferrari       | 23  | DNF  | DNF | DNF  | DNF | 12   | DNF  | 10   | DNF | 7   | 6   | 11  | 9   | 8   | DNF | DNF  | 7    | 8   | 10  | 14  | 44     |
| 09   | Toro Rosso-Ferrari   | 16  | 16   | DNF | 11   | DNF | DNF  | 10   | 16   | 8   | 9   | 12  | DNF | 12  | 12  | 11  | 14   | 10   | DNF | 13  | 15  | 13     |
| 09   | Toro Rosso-Ferrari   | 17  | 13   | 11  | 9    | 13  | 10   | 11   | 12   | 12  | 13  | DNF | 15  | DNF | 13  | 15  | 12   | 11   | 11  | 11  | 9   | 13     |
| 10   | Lotus-Cosworth       | 18  | *17* | DNS | 17   | DNF | 17   | *15* | DNF  | DNF | 21  | 16  | DNF | 15  | 19  | DNF | DNF  | 13   | DNF | 19  | 21  | 0      |
| 10   | Lotus-Cosworth       | 19  | 15   | 13  | NC   | 14  | DNS  | DNF  | DNF  | 16  | DNF | 17  | DNF | 14  | 16  | 18  | *16* | 12   | 13  | 18  | 17  | 0      |
| 11   | HRT-Cosworth         | 20  | DNF  | 14  | 15   | 17  | DNF  | *14* | *20* | 18  | 18  | 19  | DNF | 19  | 20  | 19  | DNF  | 16   | 15  | 22  | 20  | 0      |
| 11   | HRT-Cosworth         | 21  | DNF  | DNF | 16   | 16  | DNF  | DNF  | DNF  | DNF | 20  | 20  | 19  | 17  | DNF | DNF | DNF  | 15   | 14  | 21  | 19  | 0      |
| 12   | Virgin-Cosworth      | 24  | DNF  | DNF | DNF  | DNS | 18   | DNF  | 18   | DNF | 19  | 18  | 18  | 16  | 18  | 17  | DNF  | 14   | DNF | 20  | DNF | 0      |
| 12   | Virgin-Cosworth      | 25  | DNF  | DNF | 14   | DNF | 19   | DNF  | 19   | 19  | 17  | DNF | DNF | 18  | 17  | 20  | 15   | DNS  | DNF | NC  | 18  | 0      |

| Legende  | Legende            | Legende                                                          |
| Farbe    | Abkürzung          | Bedeutung                                                        |
| -------- | ------------------ | ---------------------------------------------------------------- |
| Gold     | –                  | Sieg                                                             |
| Silber   | –                  | 2. Platz                                                         |
| Bronze   | –                  | 3. Platz                                                         |
| Grün     | –                  | Platzierung in den Punkten                                       |
| Blau     | –                  | Klassifiziert außerhalb der Punkteränge                          |
| Violett  | DNF                | Rennen nicht beendet (did not finish)                            |
| Violett  | NC                 | nicht klassifiziert (not classified)                             |
| Rot      | DNQ                | nicht qualifiziert (did not qualify)                             |
| Rot      | DNPQ               | in Vorqualifikation gescheitert (did not pre-qualify)            |
| Schwarz  | DSQ                | disqualifiziert (disqualified)                                   |
| Weiß     | DNS                | nicht am Start (did not start)                                   |
| Weiß     | WD                 | zurückgezogen (withdrawn)                                        |
| Hellblau | PO                 | nur am Training teilgenommen (practiced only)                    |
| Hellblau | TD                 | Freitags-Testfahrer (test driver)                                |
| ohne     | DNP                | nicht am Training teilgenommen (did not practice)                |
| ohne     | INJ                | verletzt oder krank (injured)                                    |
| ohne     | EX                 | ausgeschlossen (excluded)                                        |
| ohne     | DNA                | nicht erschienen (did not arrive)                                |
| ohne     | C                  | Rennen abgesagt (cancelled)                                      |
| ohne     | keine WM-Teilnahme |                                                                  |
| sonstige | P/fett             | Pole-Position                                                    |
| sonstige | 1/2/3/4/5/6/7/8    | Punktplatzierung im Sprint-/Qualifikationsrennen                 |
| sonstige | SR/kursiv          | Schnellste Rennrunde                                             |
| sonstige | *                  | nicht im Ziel, aufgrund der zurückgelegten Distanz aber gewertet |
| sonstige | ()                 | Streichresultate                                                 |
| sonstige | unterstrichen      | Führender in der Gesamtwertung                                   |